# Morter de ciment

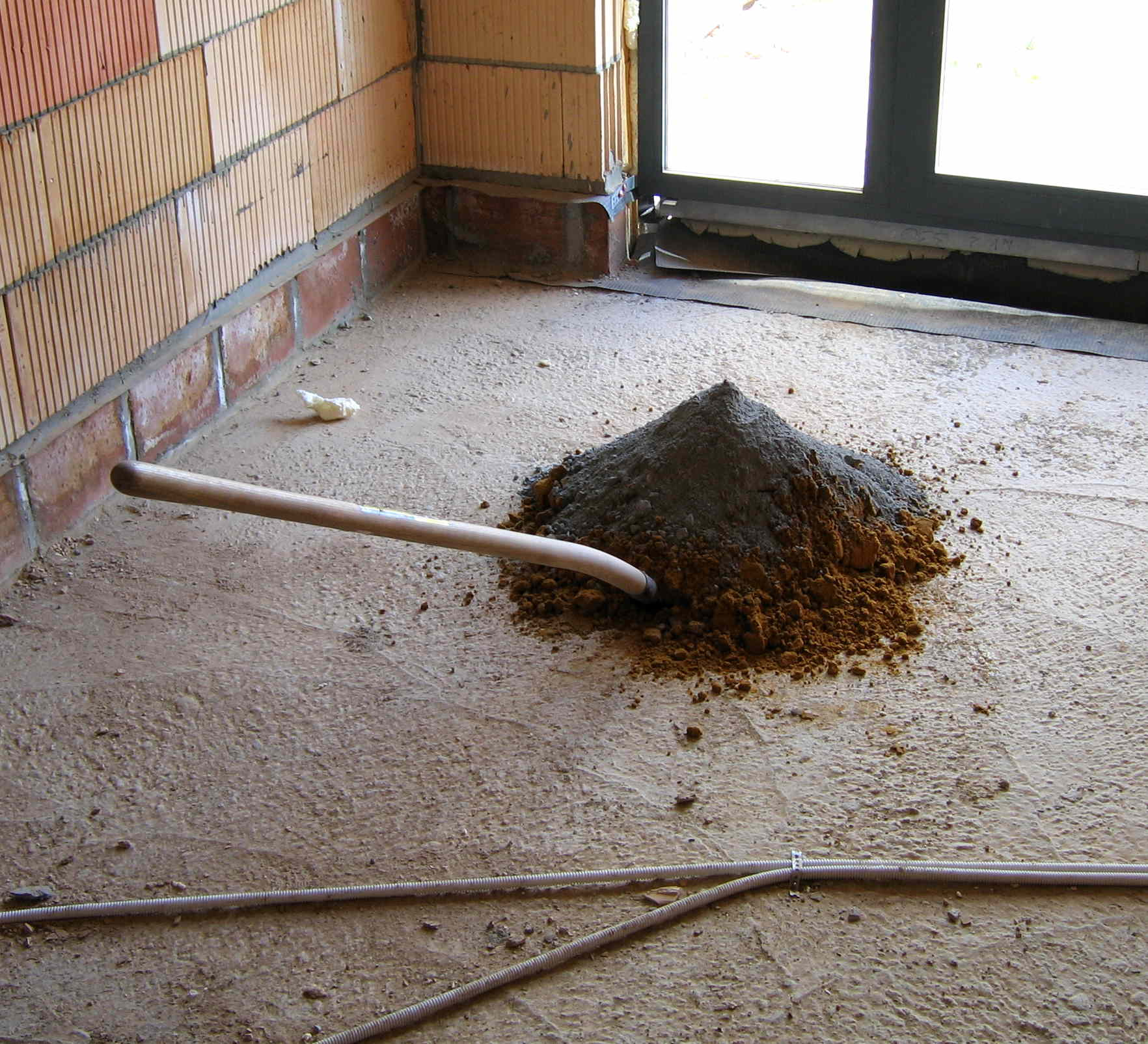
Ciment i sorra preparats per ser barrejats amb aigua.

El morter de ciment és un material de construcció obtingut de la barreja de sorra i aigua amb ciment, que actua com a conglomerant.
Els morters pobres o aspres són aquells que tenen poca quantitat de ciment i, per tant, tenen menys adherència i són més difícils de treballar. D'altra banda, els morters que tenen gran quantitat de ciment es retreuen i mostren fissures, a més de tenir major cost. Aquests factors fan necessari buscar una dosificació adequada.
El formigó és un morter de ciment especial, al qual s'hi afegeix grava o pedres, a més a més dels components ja esmentats.
L'excessiva dificultat per treballar els morters es pot corregir afegint-hi additius plastificants. També poden millorar-se amb l'addició d'un altre tipus de conglomerants, com la calç, o modificant la dosificació del morter.

## Morter de ciment Portland
El morter de ciment Portland es fa mesclant ciment Portland amb sorra fina i aigua.
El va inventar el 1794 Joseph Aspdin, qui el va patentar el 1824, amb la voluntat de crear morters més resistents que els de l'època. Aquest morter es va popularitzar el final del segle xix i principis del XX, gràcies a la Primera Guerra Mundial. Cap al 1930 va superar el morter de calç en la construcció, però, com a regla general, el morter de Portland no es pot fer servir en la restauració d'edificis fets originalment amb morter de calç.
Generalment el morter de ciment Portland és la base del formigó i del ferrociment.